# Pagoda Sule
Pagoda Sule (burmansko: ဆူးလေ ဘုရား) je burmanska stupa v središču mesta Jangon v Mjanmarju in je pomembna v sodobni burmanski politiki, ideologiji in geografiji. Po legendi je bila zgrajena pred  pagodo Švedagon v času Bude in je stara več kot 2500 let. Burmanska legenda pravi, da so nat (duh), ki je živel v kraju, kjer zdaj stoji pagoda Sule, vprašali, kje naj stoji pagoda Švedagon.
Pagoda Sule je bila osrednja točka obeh, Jangona in burmanske politike. Bila je zbirališče med obema uporoma 1988 in oranžno revolucijo 2007.
Pagoda je na seznamu dediščine mesta Jangon.

## Stupa
Pagoda Sule je izvirna indijska oblika strukture stupe, ki je bila prvotno uporabljena kot posnemanje oblike in vloge ostanka gomile. Ko pa je burmanska kultura postala bolj neodvisna od južnoindijskih vplivov, so lokalne arhitekturne oblike začele spreminjati obliko pagode. Verjamejo, da je spravljen pramen Budovih las, da je Buda sam dejal, da je dal lase dvema burmanskima trgovskima bratoma, Tapisa in Balika. Struktura kupole z zvonikom, prevlečenim z zlatom, sega v silhueto in zaznamuje podobo mesta.

## Zgodovina in legenda
Po burmanski legendi je bil kraj, kjer zdaj stoji pagoda Sule, nekoč dom močnega nata (duha) z imenom Sularata (Sule Nat). Kralj natov Šakra (vladar nebes Trajastrimša), je želel pomagati legendarnemu kralju Okalapu zgraditi svetišče za Budove relikvije, svete lase, prav tam, kjer so bile tri prejšnje Budove svete relikvije pokopane v preteklih letih. Na žalost pa je bilo to že davno, tako da ni niti Šakra vedel, kje so pokopane relikvije. Sule nat pa, ki je bil tako star, da so njegove veke privzdigovala drevesa, da bi ostal buden, je bil priča velikemu dogodku. Bogovi, nati in ljudje z dvora Okalapa so se zbrali okrog Sule Ogre in ga prosili, naj se končno spomni lokacije.
Pagoda Sule je postala središče Jangona pod polkovnikom Alexandrom Fraserjem, bengalskim inženirjem, ki je ustvaril sedanjo razporeditev ulic Jangona, kmalu po britanski zasedbi sredi 19. stoletja (po Fraserju se je imenovala tudi ulica Fraser Street, zdaj ulica Anavrata in je še vedno ena glavnih prometnih poti v Jangonu).
Po monskem slogu je to stupa osmerokotne oblike s stranico 7,31 m; njena višina je 44 metrov. Razen stupe same je bil kompleks razširjen na sedanjo velikost pod kraljico Šin Saubu (1453-1472), vse razen pagode je staro le malo več kot stoletje. Okoli stupe je deset bronastih zvonov različnih velikosti in starosti z napisi imen donatorjev in datumi njihove predaje. 
O imenu pagode Sule je več različnih razlag, različnih stopenj zanesljivosti: po legendi naj bi su-way pomenilo "okrog", ko so Okapala in božanska bitja vprašali, kje je  grič Singatura, in v spomin na dogodek nato zgradili pagodo; druga legenda ime povezuje s su-le, kar pomeni divja robidnica, s katerimi je bilo menda vse zaraščeno; nelegendaren predlog pa ime povezuje z jezikom pali, v katerem cula pomeni "majhen" in ceti  pagoda. 

## Lega
Pagoda Sule je v središču mesta Jangon ter je del gospodarskega in javnega življenja v mestu. Med protesti 1988 in 2007 je bila shajališče za protivladne in prodemokratične protestnike.

## Vloga v burmanski politiki
Med vstajo 8888 je bila pagoda organizacijska točka in točka, izbrana na podlagi svoje lege in simbolnega pomena. Leta 2007 med oranžno revolucijo je bila ponovno uporabljena kot zbirališče za demonstracije. Več tisoč menihov se je v molitvi zbralo okoli pagode. Na žalost je v letih 1988 in 2007 pagoda postala priča brutalnega odziva burmanske vlade proti protestnikom.